# Zakāt

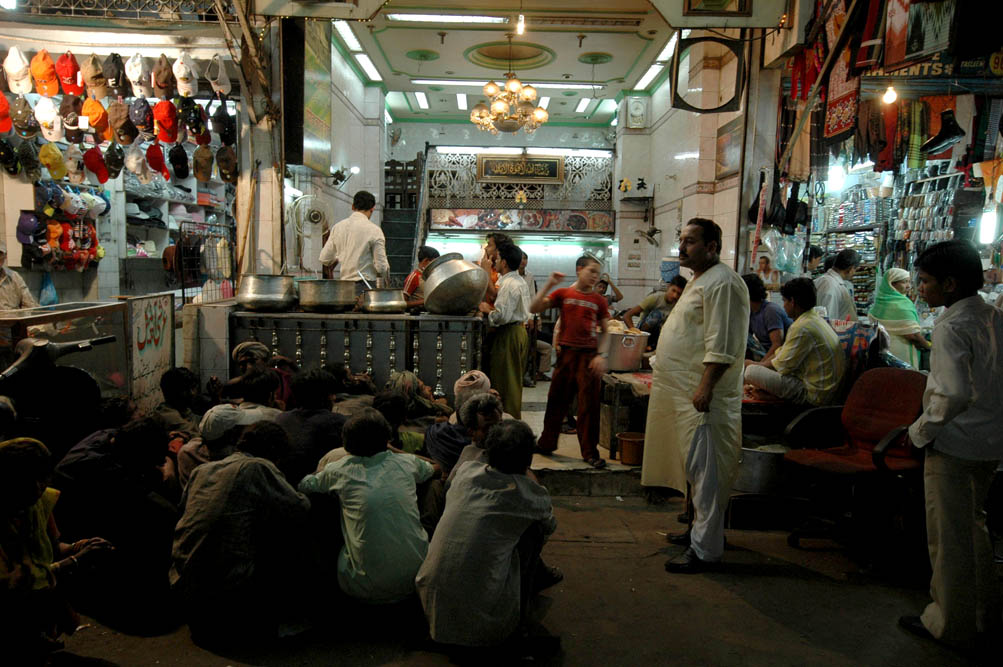
Bedürftige in Indien beim Warten auf den Erhalt von Almosen

Die Zakāt (arabisch زكاة, DMG Zakāh ‚Reinheit, Lauterkeit, Zuwachs‘) ist die für Muslime verpflichtende Abgabe eines bestimmten Anteils ihres Besitzes an Bedürftige und andere festgelegte Personengruppen. Sie bildet eine der fünf Säulen des Islams.
Neben dem Begriff Zakāt wird manchmal auch der Ausdruck Sadaqa (ṣadaqa) verwendet, der aber hauptsächlich eine freiwillige Gabe bezeichnet, im Unterschied zur obligatorischen Zakāt. Laut muslimischen Kommentatoren muss die gesetzliche Abgabe zugunsten der Muslime verwendet werden, während ein freiwilliges Almosen auch an Nichtmuslime gegeben werden kann.

## Aussagen im Koran
Die Zakāt als „Läuterungsgabe“ hat ihren Ursprung im Koran. Bereits in Sure 92, einer der ältesten Suren des Korans, wird dem Unseligen, der im Höllenfeuer brennt, der Gottesfürchtige gegenübergestellt, der von ihm verschont wird, weil er sein Vermögen hergibt, um sich dadurch zu läutern (allaḏī yuʾtī mālahū yatazakkā, Sure 92:18). Das arabische Wort zakāt selbst kommt im Koran 32 Mal vor. In den mekkanischen Suren (z. B. 18:81, 19:13) steht es teilweise noch abstrakt für „Lauterkeit“. Daneben wird aber auch ausgesagt, dass die früheren Propheten wie Abraham, Isaak und Jakob (Sure 21:73) sowie Jesus (Sure 19:31) aufgefordert wurden, die Salāt zu verrichten und die Zakāt zu geben. Von den Beigesellern wird dagegen ausgesagt, dass sie keine Zakāt geben (Sure 41:7). In Sure 30:39 wird die Zakāt mit Zinsleihe kontrastiert: Das Geld, das der Mensch zur Zinsleihe gibt, damit es sich vermehrt, vermehrt sich nicht bei Gott; das Geld, das er hingegen im Bestreben um Gottes Wohlgefallen als Zakāt gibt, bringt den Menschen ein Vielfaches ein.
Direkte Aufforderungen an Mohammeds Anhänger, Zakāt zu geben, stammen jedoch erst aus medinischer Zeit (Sure 2:110; 22:78; 24:56; 58:13; 73:20). In Sure 9 werden Salāt und Zakāt mehrfach nebeneinander als Kennzeichen für die Bekehrung zum Islam erwähnt. So heißt es zum Beispiel in Sure 9:11 an die Muslime gerichtet, dass diejenigen, die bereuen, die Salāt verrichten und die Zakāt zahlen, „eure Brüder“ sind. In der gleichen Weise erscheint das Wortpaar im sogenannten Schwertvers (Sure 9:5), wo es heißt: „Wenn sie sich aber bekehren, das Gebet verrichten und die Zakāt geben, dann lasst sie ihres Weges ziehen!“
Sure 9 gehört zu den späten Suren des Korans, die in der Zeit nach 630 überliefert wurden. Die zitierten Koranverse zeigen, dass in dieser Zeit bereits eine Institutionalisierung der Almosengabe stattgefunden hatte. Dies passt zu den Berichten in der islamischen Überlieferung, denen zufolge im Jahre 630 erstmals Agenten zu den verschiedenen arabischen Stämmen ausgesandt wurden, die dort die Zakāt einsammelten.

## Zakāt im islamischen Recht
Zakāt-pflichtig sind nach dem islamischen Recht Vieh, Feldfrüchte, Edelmetalle und Handelsgüter. Die Zakāt-Pflicht tritt allerdings erst ein, wenn ein bestimmter Mindestwert, der sogenannte Nisāb, erreicht ist. Bei Schafen und Ziegen liegt der Nisāb zum Beispiel bei vierzig Stück Vieh. Die Höhe der Zakāt beträgt je Steuerjahr 2,5 Prozent des Werts der betreffenden Güter.
Für die Frage der Verteilung der Zakāt ist eine Passage aus Sure 9 grundlegend, in der gar nicht von Zakāt die Rede ist, sondern von Sadaqa, das aber von den Juristen als gleichbedeutend verstanden wurde.

„Die Almosen sind nur für die Armen, die Bedürftigen, diejenigen, die damit beschäftigt sind, diejenigen, deren Herzen vertraut gemacht werden sollen, (den Loskauf von) Sklaven, die Verschuldeten, auf Gottes Weg und (für) den Sohn des Weges, als Verpflichtung von Gott. Gott ist Allwissend und Allweise.“

Aus dieser Passage wurde geschlossen, dass es insgesamt acht verschiedene Gruppen von Empfangsberechtigten für die Zakāt gibt: 1. Arme ; 2. Bedürftige; 3. diejenigen, die die Zakāt einsammeln und verwalten; 4. Personen, die damit für den Islam gewonnen werden sollen; 5. Personen, die Sklaven freikaufen wollen; 6. Verschuldete; 7. Dschihad-Kämpfer und 8. Reisende.
Eine Sonderform der Zakāt ist die Zakāt al-fitr (‚Zakāt des Fastenbrechens‘), die im Zusammenhang mit dem Fest des Fastenbrechens steht. Sie besteht aus einer Gabe von Grundnahrungsmitteln (Getreide, Datteln, Rosinen, Milchprodukte, Reis) mit dem Volumen von einem Sāʿ und obliegt allen männlichen und weiblichen Muslimen, die sie allerdings nicht nur für sich selbst, sondern für alle Personen, die von ihnen finanziell abhängig sind, aufzubringen haben. Die Zakāt al-fiṭr soll am Ende des Monats Ramadan entrichtet werden, zulässig ist aber auch die Zahlung in den früheren Tagen des Ramadan. Noch mehr als bei der gewöhnlichen Zakāt spielt bei der Zakāt al-fitr der Gedanke der Reinigung von den Sünden eine wichtige Rolle. Die Zakāt al-fiṭr hat ihre Grundlage nicht im Koran, sondern im Hadith, allerdings werden Koranverse zu ihrer Rechtfertigung angeführt (insbesondere Sure 87:14: „Erfolgreich ist wahrlich derjenige, der sich rein hält [87:14] und des Namens seines Herrn gedenkt (und) alsdann betet.“).

## Zakāt in der Gegenwart

### Zakāt im modernen islamischen Denken
Etwa seit Ende des Zweiten Weltkrieges werden Versuche unternommen, die Bedingungen der Zakat neu zu formulieren bzw. den aktuellen Bedingungen anzupassen. Schon zu Beginn des 20. Jahrhunderts hatte Raschīd Ridā vorgeschlagen, den Ausdruck Sklaven in Sure 9, 60 nicht nur auf Einzelne, sondern auf ganze Gesellschaften anzuwenden, die durch die Kolonialisierung versklavt worden seien. Ferner sei mit „denjenigen, die dem Weg Gottes gefolgt sind“, nicht ein bewaffneter Dschihad gemeint, sondern diese Form von Zakat müsse an diejenigen gehen, welche den Islam mit Hilfe von überzeugenden Argumenten wieder einzuführen versuchen. Fazlur Rahman hat die spirituelle Seite der Zakāt-Institution betont. Indem Muslime Zakāt geben und damit den materiellen Mangel in der Gesellschaft bekämpfen, können sie ihrem eigenen Leben einen höheren spirituellen Wert geben.

### Zakāt-Praxis
Timur Kuran erläutert in seinem Buch Islam and Mammon, dass nur wenige Staaten wie Saudi-Arabien, Malaysia und Pakistan die Steuer staatlich einsammeln. Bei den anderen islamischen Ländern wird Zakat als freiwillige Abgabe definiert. Allerdings entspricht die Definition von Zakat meist noch der koranischen, sprich dem 7. Jahrhundert: Viele Berufsgruppen sind davon ausgeschlossen, dafür werden vor allem die ärmeren Wirtschaftszweige belangt. So zieht z. B. der Staat Malaysia Zakat vor allem bei den Reisbauern ein, die größtenteils unter der Armutsgrenze leben.
In Indonesien wurde 1968 eine halb-staatliche Agentur zur Einsammlung und Verteilung der Zakāt geschaffen, der Badan Amil Zakat (BAZ), der 1973 in Erweiterung seiner Zuständigkeit für andere religiöse Spenden (infāq, ṣadaqa) in Badan Amil Zakat, Infāq dan Sadaqa (BAZIS) umbenannt wurde. Auch die Einzahlung der Zakāt al-fitr wird über diese Institution abgewickelt.
In islamischen Ländern, bei deren Bevölkerung das Einkommen zum großen Teil unter der Armutsgrenze liegt, reicht das Zakāt-Aufkommen nicht aus, um die Grundbedürfnisse der gesamten armen Bevölkerung zu erfüllen. Häufig fehlen in diesen Ländern auch langfristige Strategien für die Zakāt-Aufwendung. Einige ölreiche islamische Staaten wie Kuwait, Saudi-Arabien und die Vereinigten Arabischen Emirate haben Agenturen eingerichtet, die einen Teil der Zakāt in ärmeren Ländern in Afrika und Asien verteilen. Diese Beträge reichen jedoch nicht, um die Armut in den betreffenden Ländern zu lindern. Der Central Zakat Council in Pakistan und die Nasir Bank in Ägypten haben Zakāt-Fonds eingerichtet, um Armen die Zakāt in Form eines monatlichen Unterhaltsgeldes auszuzahlen. Da all diese Maßnahmen jedoch bei der Armutsbekämpfung nur wenig erfolgreich waren, gibt es bei der Islamischen Entwicklungsbank Überlegungen, neue nachhaltige Strategien für die Zakāt-Verwendung zu entwickeln, die stärker darauf ausgerichtet sind, die Leistungsfähigkeit der Armen zu erhöhen.